# Пам'ятний трофей Кінга Кленсі
Пам'ятний трофей Кінга Кленсі (англ. King Clancy Memorial Trophy) щорічно присуджують гравцю НХЛ, який найкраще демонструє лідерські якості на льоду та поза ним, і зробив значний гуманітарний внесок у свою громаду. Названий на честь гравця, тренера та керівника команди Кінга Кленсі. Переможця обирає «спеціальна група представників» Асоціації професійних хокейних журналістів, і Асоціації підприємств, що здійснють трансляцію матчів НХЛ.
Трофей названо на честь Френсіса М. «Кінга» Кленсі, колишнього гравця перших команд «Оттава Сенаторз» і «Торонто Мейпл Ліфс», який згодом став тренером, суддею та керівником команди. Трофей був вперше вручений у 1988 році і подарований НХЛ власником «Мейпл Ліфс» Гарольдом Баллардом, який назвав Кленсі «одним з найбільших гуманістів, які коли-небудь жили». Він відзначає такі ж заслуги перед суспільством, як і Гуманітарна нагорода Чарлі Коначера, яка була скасована у 1984 році.